# Martin County (Minnesota)
 Der er flere lokaliteter med dette navn, se Martin County.
Martin County er et county i den amerikanske delstat Minnesota. Martin County ligger i den sydlige del af delstaten og grænser op til Watonwan County i nord, Blue Earth County i nordøst, Faribault County i øst, Jackson County i vest og mod Cottonwood County i nordvest. Mod syd grænser Martin County op til delstaten Iowa.
Martin Countys totale areal er 1.890 km², hvoraf 52 km² er vand. I 2000 havde countiet 21.802 indbyggere. 97% af indbyggerne er hvide, 2% er latinoer. 51% af indbyggerne er af tysk afstamning, 12% er af norsk afstamning og 6% af svensk afstamning.
Den største by i Martin County er Fairmont, der også er administrationsby. I alt er det ti byer i Martin County, blandt dem Trimont og Sherburn.
Martin County er opkaldt efter nybyggeren Henry Martin. 

## Personer fra Martin County
- Dale Gardner, astronaut († 2014)
- Walter Mondale, politiker, født i Ceylon, Martin County († 2021)

43°41′N 94°34′V / 43.68°N 94.56°V